# 铁(III)酸铋
铁酸铋是一种无机化合物，化学式为BiFeO3，它具有钙钛矿结构，是最具有前景的多铁材料之一。它可由氧化铋和氧化铁在高温反应得到。它也可由硝酸铁和硝酸铋为原料（NaOH调节pH）在水热条件下反应得到。